# 773

773(칠백칠십삼)은 772보다 크고 774보다 작은 자연수다.

## 수학
- 137번째 소수(素數)다. 앞의 소수는 769, 다음 소수는 787이다.
  - 33번째 슈퍼 소수로, 773의 소수 순번인 137도 소수다. 앞의 슈퍼 소수는 739, 다음은 797이다.
- 14번째 테트라나치 수다. 앞의 테트라나치 수는 401, 다음은 1490이다.
- 피타고라스 삼조의 빗변의 길이이다. ({\displaystyle 195^{2}+748^{2}=773^{2}}[a])
- {\displaystyle 773=17^{2}+22^{2}}
  - 서로 다른 두 자연수의 제곱합으로 나타낼 수 있는 수다.
- {\displaystyle 773=8^{2}+15^{2}+22^{2}}
  - 공차가 7인 세 자연수의 제곱합으로 나타낼 수 있는 수다. 이 성질을 지닌 앞의 수는 686, 다음 수는 866이다.

## 과학
- NGC 773(독일어판, 프랑스어판): 고래자리 방향에 있는 나선은하.
- 773 이름트라우드(영어판): 소행성.

## 교통

### 항공
- 퍼시픽 항공 773편 추락 사고(영어판) (1964년)
- 아에로플로트 773편 테러 사건(영어판) (1971년)

### 도로
- 유럽 고속도로 773호선: 불가리아 플로브디프에서 부르가스까지 이어지는 유럽 고속도로.
- 현도 제773호선

## 군사
- 773 해군 항공대(영어판): 과거 존재한 영국의 해군 항공대.
- HMLA-773(영어판): 미국 해병대의 헬리콥터 비행대.
- U-773(영어판): 제2차 세계 대전에 사용된 나치 독일의 군용 잠수함.

## 기타
- 연도: 773년, 기원전 773년
- 일본의 여성 인명 ‘나나미(ななみ)’의 숫자 고로아와세.